# Mikołaj Factor
Mikołaj Factor OFM, katal. Nicolau Factor (ur. 29 czerwca 1520 w Walencji, zm. 23 grudnia 1583 w Walencji) − hiszpański franciszkanin, malarz renesansowy, błogosławiony Kościoła katolickiego.

## Życiorys
Mając siedemnaście lat wstąpił do franciszkanów w Klasztorze Santa Maria de Jesús w rodzinnej Walencji. Po przyjęciu święceń kapłańskich pełnił między innymi urząd gwardiana w klasztorach minorytów w Gilet, w Chelvie, w Sogorbie i w Bocairente. Był też przez pewien czas mistrzem nowicjatu swojej prowincji zakonnej. W 1571 został przeniesiony do klasztoru w Madrycie, na wyraźne życzenie infantki-jezuity Joanny Austriaczki. W klasztorze Santa Clara został spowiednikiem.
W kwietniu 1582 został przeniesiony do przez władze zakonne do klasztoru Santa Caterina d'Onda, w listopadzie tego samego roku do Barcelony do klasztoru Mont Calvari, skąd w końcu powrócił do Walencji w złym stanie zdrowia. Zmarł w 1583.
Mikołaj Factor był doradcą bł. Juana de Ribery, arcybiskupa i wicekróla. Przyjaźnił się ponadto ze świętymi: franciszkaninem Paschalisem Baylonem i dominikaninem Ludwikiem Bertrandem. Błogosławiony komponował i malował.
Beatyfikował go 27 sierpnia 1786 papież Pius VI. Wspomnienie liturgiczne bł. Mikołaja Factora przypada 23 grudnia, w Walencji 18 sierpnia. Pierwsza biografia błogosławionego Libro de la vida y obras maravillosas del Padre Fray Pedro Nicolás Factor, napisana przez Cristóbala Moreno, została opublikowana w 1586.

## Dzieła malarskie
W klasztorze franciszkanów w Madrycie znajdują się:
- Św. Franciszek
- Św. Klara
- Św. Bernard

W muzeum św. Piusa V w Walencji:
- Matka Boża karmiąca

W klasztorze w Xelvie:
- Ecce Homo